# Relations entre la Finlande et l'Union européenne
 (août 2025).
Améliorez-le ou discutez des points à vérifier. 
Les relations entre la Finlande et l'Union européenne sont des relations verticales impliquant l'organisation supranationale et un de ses États membres.

## Historique
Après la fin de la Seconde Guerre mondiale durant laquelle le pays s'était d'abord placé dans le camp de l'Axe afin de contrer l'expansionnisme soviétique sur son territoire puis du côté des Alliés, la Finlande conserve son indépendance avec le traité de Paris de 1947 mais préfère choisir une neutralité politique entre  les nouveaux blocs de la guerre froide afin de maintenir de bonnes relations avec l'URSS (premier partenaire commercial et voisin direct) sans toutefois plier à la politique de « finlandisation » de cette dernière à l'égard du monde politique et économique finlandais.
Cet équilibre a longtemps tenu éloignée le pays du processus de construction européenne fortement marqué par les idéologies du bloc de l'Ouest (démocratie libérale, alliance économique et politique autour de la CEE, alliance militaire atour de l'OTAN, etc.). En 1961, elle devient membre associé de l'AELE, une zone de libre-échange mais sans ambition politique.
La chute du bloc soviétique ouvre la voie à une adhésion finlandaise à l'UE mais pas à l'OTAN (la Russie s'y opposant fermement), après trois ans de négociation, elle devient membre de l'Union européenne en 1995, en même temps que l'Autriche et que son autre grand voisin : la Suède. Elle conserve sa neutralité et dans le cadre de la politique de sécurité et de défense commune, elle cherche à développer les aspects non militaires de la gestion des crises, tout en travaillant à un développement autonome des capacités militaires et civiles européennes.
Lors de son adhésion, elle est économiquement plus avancée que de nombreux anciens pays membres, depuis, elle tire parti de sa place dans le commerce international et régional en travaillant tout autant avec ses partenaires européens (pays baltes et nordiques en tête), qu'avec la Russie ; notamment au travers de la Dimension septentrionale, initiée en 1997 par Paavo Lipponen, alors Premier ministre. La Finlande a adopté l'euro et fait partie de l'espace Schengen ; elle a soutenu l'élargissement de l'Union européenne aux pays baltes et à l'Europe centrale et orientale, estimant que « l'objectif d'adhérer à l'Union européenne renforce la démocratie, l'État de droit et l'économie de marché dans les pays concernés ».

### Référénces
1. ↑  Jacques Arnault p. 15
2. 1 2  « Fiche sur la Finlande », sur Toute l'Europe (consulté le 15 juillet 2018).
3. ↑  Pertti Torstila, directeur des affaires politiques, ministère des Affaires étrangères de Finlande, « La Finlande et l'Europe », sur La Jaune et la Rouge (consulté le 15 juillet 2018).